# اتو واربورگ
اتو هاینریش واربورگ (به آلمانی: Otto Heinrich Warburg)‏ زیست‌شناس آلمانی برنده جایزه نوبل فیزیولوژی و پزشکی در سال ۱۹۳۱ به خاطر کشف مکانیسم آنزیم بود.

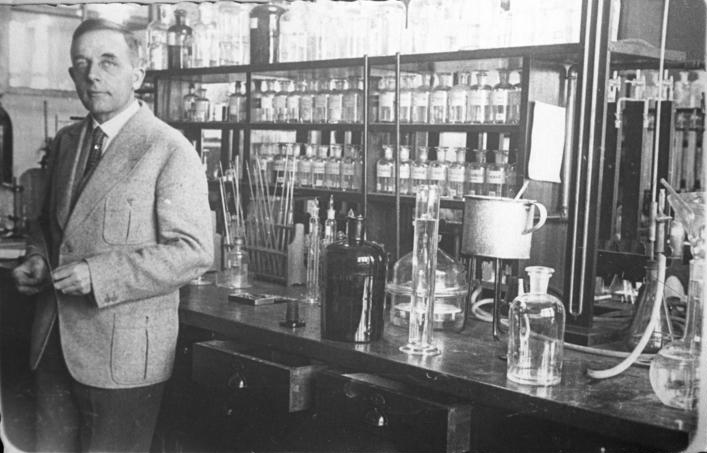